# Muziekvereniging Erica
Muziekvereniging Erica is een harmonieorkest uit de Nederlandse plaats Zuidlaren.
De vereniging, opgericht op 22 november 1896, is vernoemd naar de Erica, een heidebloem die symbolisch staat voor de heidevelden die destijds kenmerkend waren voor de omgeving.. De oprichter, W. Andringa Pzn, koos deze naam tijdens een periode waarin de lokale heidevelden snel werden getransformeerd vanwege agrarische ontwikkelingen.

## Geschiedenis en ontwikkeling
Sinds de oprichting heeft Muziekvereniging Erica zich ontwikkeld tot een belangrijk onderdeel van het culturele leven in Zuidlaren. De vereniging heeft deelgenomen aan diverse lokale en regionale evenementen, en heeft samengewerkt met andere muziekverenigingen voor gezamenlijke optredens.

## Organisatiestructuur en lidmaatschap
Het A-orkest van de vereniging bestaat uit ruim 30 leden. De vereniging staat open voor muzikanten van alle leeftijden en vaardigheidsniveaus. Zij kunnen deelnemen aan wekelijkse repetities en diverse uitvoeringen gedurende het jaar. Instrumenthuur wordt door de vereniging aangeboden tegen een jaarlijkse vergoeding, wat de toegankelijkheid voor aspirant-leden zonder eigen instrument vergroot.
Het A-orkest staat onder leiding van dirigent Wim Westerman.